# Guatambu
Guatambu es un municipio brasileño del estado de Santa Catarina. Tiene una población estimada al 2022 de 8 425 habitantes. Pertenece al núcleo metropolitano de la Región metropolitana de Chapecó.

## Historia
La historia de Guatambu comenzó en 1910 con la instalación de un aserradero, desarrollando la comunidad con base en la actividad maderera y agrícola. La Fazenda Faxinal do Tigre, nombre donde era conocida la localidad, pero tras la Revolución federalista adoptó el nombre de Lauro Müller. Debido a la continua producción de madera, entre ellas Pau Marfim y Guatambu, en 1938 adoptó el nombre de este último, y fue elevado a freguesia de Chapecó.
Fue elevado a municipio el 12 de diciembre de 1991.